# Oda Ujiharu
Oda Ujiharu (小田 氏治, 1534-1602) est un seigneur de guerre japonais de la province de Hitachi de la période Sengoku au XVIe siècle de l'histoire du Japon. 
Ujiharu est le fils d'Oda Masaharu et tient le château d'Oda à Hitachi en tant que détenteur du pouvoir local. Lorsque Ujiharu accède au pourvoir en 1548, il est confronté aux clans Yūki et Satake tandis que son propre clan est sur le déclin. Ujiharu est défait par les Satake en 1559 et perd son château d'Oda en 1569. Il se rend finalement aux Satake en 1583, ayant dû donner toute sa famille en otage. En 1590, Ujiharu est complètement privé du reste de ses possessions.
Il est un des commandants du siège d'Odawara de 1561 contre les forces du clan Go-Hōjō.
Il est connu qu'il aimait profondément le renga.

## Source de la traduction
- (en) Cet article est partiellement ou en totalité issu de l’article de Wikipédia en anglais intitulé « Oda Ujiharu » (voir la liste des auteurs).